# Robert Jarni
Robert Jarni (Čakovec, 26. listopada 1968.), hrvatski nogometni trener i bivši nogometaš.
Bio je prepoznatljiv po igračkoj brzini. Igrao je većinom na sredini terena te kao lijevi bek, odnosno krilo. 

## Igračka karijera

### Klupska karijera
Svoju je nogometnu karijeru započeo u rodnom gradu igrajući za tadašni MTČ, sada NK Čakovec. Igrajući u kup utakmici u Splitu impresionirao je skaute splitskog Hajduka, te mu je Hajduk bio sljedeći klub. Tamo je proveo 5 godina prije odlaska u talijanski A.S. Bari. Brzo je i često mijenjao klubove, te je zabilježio nastupe i u dresovima Torina i Juventusa u samo 4 talijanske godine. 1995. otišao je u Španjolsku. Sljedeći klub bio je Real Betis, Španjolcima poznat kao brzonogi Jarni u Betisu je proveo 3 godine, a zatim navratio u englesku. Tamo je igrao za Coventry, no to je brzo završilo. 1999. opet je u Španjolskoj, i to u velikom Real Madridu. Ondje je bio zajedno s reprezentativnim suigračem Šukerom, no, nije puno igrao. Slijedio je Las Palmas, a već 2001. novo i posljednje odredište - Grčka. Tamo je igrao u Panathinaikosu kao još jedna od hrvatskih legenda u tom klubu. U 1/4 finalu Lige prvake protiv Barcelone odigrao je svoju posljednju utakmicu. 
Statistika u Hajduku
| Natjecanje        | Nastupi | Zgoditci |
| ----------------- | ------- | -------- |
| Prvenstvo         | 127     | 16       |
| Kup               | 22      | 4        |
| Superkup          | 0       | 0        |
| Međunarodne       | 8       | 0        |
| Splitski podsavez | 0       | 0        |
| Ukupno            | 157     | 20       |
| Prijateljske      | 75      | 28       |
| Sveukupno         | 232     | 48       |

### Reprezentativna karijera
Svoju reprezentativnu karijeru Jarni je započeo u reprezentaciji Jugoslavije. Zabilježio je 7 nastupa, od kojih 1 i na svjetskom prvenstvu 1990. Odmah po osamostaljenju Hrvatske pozvan je u hrvatsku reprezentaciju, te zabilježio blistave trenutke na europskom prvenstvu 96. i pogotovo na svjetskoj smotri 98. gdje je igrao svih 7 utakmica, osvojio brončanu medalju, a u vječnom pamćenju ostat će felš lijevom nogom Köpkeu kojim je načeo Njemačku reprezentaciju u povijesnoj 3:0 pobijedi Hrvatske. Karijeru je završio u lipnju 2002. s 81 reprezentativom utakmicom i 2 pogotka. Taj rekord držao je do 18. lipnja 2006. kada ga je prestigao Dario Šimić.
Kao član reprezentacije 1998. dobitnik je Državne nagrade za šport "Franjo Bučar".

### Mali nogomet
Svoje aktivno bavljenje športom Robert Jarni nastavio je u malom nogometu gdje je u hrvatskoj reprezentaciji bio jedan od boljih. Nastupao je za Brodosplit Inženjering od 2002. do 2007. godine te nekoliko utakmica 2008. godine.

## Trenerska karijera
Od kraja kolovoza 2007. radio je kao prvi pomoćni trener Sergija Krešića u Hajduku. 26. listopada 2007. godine, nakon ostavke Krešića postaje prvi trener Hajduka, točno na svoj 39. rođendan. Izdržao je do kraja sezone kada s jako mladom momčadi završava na petom mjestu, te dobiva otkaz. 
Nakon samo dva kola prve HNL sezone 2010./2011. preuzima NK Istru 1961 koja je pod palicom prijašnjeg trenera Ante Miše zabilježila dva uzastopna poraza uz gol-razliku od 1:8. Prvu utakmicu na kormilu Istre gubi na gostovanju u Zagrebu s minimalnih 1:0 od NK Lokomotive, 7. kolovoza 2010. godine. Zbog niza loših rezultata s Istrom podnosi ostavku 19. rujna 2010.
U sezoni 2012./13. je vodio juniorsku selekciju Hajduka.
Dana 1. prosinca 2013. je postao trener bosanskohercegovačkog kluba FK Sarajevo. Nakon samo 9 utakmica što je vodio FK Sarajevo, 8. travnja 2014. Jarni dobiva otkaz.
Poslije FK Sarajeva, Jarni postaje trener mađarskog nogometnog kluba Pečuh MFC.
U lipnju 2017. godine, nakon odlaska Ferde Milina u UAE, imenovan je novim izbornikom hrvatske nogometne reprezentacije do 19 godina.

## Priznanja

### Klupska
Hajduk Split
- Kup maršala Tita: 1990./91.

Juventus
- Serie A: 1994./95.
- Coppa Italia: 1994./95.

Real Madrid
- Interkontinentalni kup: 1998.

Las Palmas
- Segunda Division: 1999./00.

### Reprezentativna
Jugoslavija
- Svjetsko prvenstvo do 20 godina: 1987.
- Europsko prvenstvo do 21 godine (2. mjesto): 1990.[1]

Hrvatska
- Svjetsko prvenstvo (3. mjesto): 1998.

- Kao član reprezentacije 1998. dobitnik je Državne nagrade za šport "Franjo Bučar".